# Stefan-Boltzmannov zakon
Stefan-Boltzmannov zakon tvrdi da je ukupna količina energije j*, koju idealno crno tijelo zrači, po jedinici površine i u nekoj jedinici vremena, direktno proporcionalna s četvtom potencijom termodinamičke temperature T:
{\displaystyle j^{\star }=\sigma \cdot T^{4}.}
gdje je σ - konstanta proporcionalnosti ili Stefan–Boltzmannova konstanta, koja se dobiva iz ostalih prirodnih konstanti, a vrijednost je:
{\displaystyle \sigma ={\frac {2\cdot \pi ^{5}\cdot k^{4}}{15\cdot c^{2}\cdot h^{3}}}=5,670400\times 10^{-8}{\textrm {J\,s}}^{-1}{\textrm {m}}^{-2}{\textrm {K}}^{-4}}
gdje je k – Boltzmannova konstanta, h – Planckova konstanta i c – brzina svjetlosti u vakuumu. U stvarnosti ne postoji idealno crno tijelo, koje emitira 100 % svjetlosti, nego imamo sivo tijelo, kojeg dodatno karakteriziramo s ε – stupanj emisije (od 0 do 1; za idealno crno tijelo ε = 1):
{\displaystyle j^{\star }=\varepsilon \cdot \sigma \cdot T^{4}.}
ukupna količina zračenja  j* ima dimenziju kao (J / (m2 x s ) = W / m2). Za temperature T jedinica je Kelvin. Stupanj emisije (od 0 do 1; za idealno crno tijelo ε = 1) uglavnom ovisi o valnoj duljini svjetlosti ε = ε(λ).
Da bismo dobili snagu zračenja nekog tijela, treba uzeti u obzir i njegovu površinu A (u m2):
{\displaystyle P=A\cdot j^{\star }=A\cdot \varepsilon \cdot \sigma \cdot T^{4}}
Ovaj zakon vrijedi za idealan toplinski stroj, kod kojeg je svjetlost radni medij, a ne plin. U stvarnosti, vrijednosti su uvijek nešto niže. 

## Primjeri

### Temperatura Sunca
S tim zakonom, Jožef Stefan je uspio izračunati temperaturu Sunčeve površine. On je naučio od Charlesa Soreta da je intenzitet količine zračenja sa Sunca 29 puta jači od uzorka vrućeg metalnog lima. Kružni metalni lim je smješten pod istim kutom kojim je gledao Sunce i njegova temperatura je bila 1900 – 2000 °C. Stefan je pretpostavio da jednu trećinu Sunčevog zračenja upije Zemljina atmosfera, tako da je intenzitet Sunčevog zračenja za Stefana ispao 29 × 3/2 = 43,5 puta veći od uzorka lima. 
Stefan je uzeo srednju vrijednost za temperaturu lima 1950 °C i kad je pretvorio dobio je 2220 K. Kako je 2.574 = 43,5, iz toga slijedi da je temperatura Sunčeve površine 2,57 puta veća od temperature lima, pa slijedi 2,57 x 2220 K = 5705 K (današnja vrijednost je 5778 K), i to znači da je bio vrlo blizu rješenja. 

### Temperatura zvijezda
Temperature zvijezda, slično kao i temperatura Sunca, se može izračunati približno (kao idealno crno tijelo koje zrači 100 %), na sličan način:
{\displaystyle L=4\pi R^{2}\sigma T_{e}^{4}}
gdje je L – lumonozitet ili količina energije koju izrači tijelo u jedinici vremena, σ - Stefan–Boltzmannova konstanta, R – polumjer zvijezde i T – stvarna temperatura. Ovu formulu možemo pisati i kao:
{\displaystyle {\frac {R}{R_{\odot }}}\approx \left({\frac {T_{\odot }}{T}}\right)^{2}\cdot {\sqrt {\frac {L}{L_{\odot }}}}}
gdje je  {\displaystyle R_{\odot }}, polumjer Sunca itd.
Sa Stefan-Boltzmannovim zakonom, astronomi mogu lako izračunati polumjer neke zvijezde. 

### Temperatura Zemlje
Slično možemo izračunati stvarnu temperaturu Zemlje TE, računajući energiju koju primi sa Sunca, s procjenom idealnog crnog tijela, bez odbijanja Sunčevih zraka:
{\displaystyle {\begin{aligned}T_{E}&=T_{S}{\sqrt {r_{S} \over 2a_{0}}}\\&=5780\;{\rm {K}}\times {\sqrt {696\times 10^{6}\;{\rm {m}} \over 2\times 149.598\times 10^{9}\;{\rm {m}}}}\\&\approx 279\;{\rm {K}}\end{aligned}}}
Gdje je TS – temperatura Sunca, rS – polumjer Sunca i a0 – udaljenost između Zemlje i Sunca. Dobije se stvarna temperatura od 6 °C na površini Zemlje. Ova gruba procjena zanemaruje temperaturne razlike i promjene na Zemlji, kao i efekt staklenika. Međuvladin panel o klimatskim promjenama (IPCC) i ostali izvori predstavljaju stvarnu temperaturu od 255 K (-18 °C), koja uzima u obzir Zemljin albedo – 0,3,  što znači da je pretpostavka da 30 %  Sunčevog zračenja, koje ozrači Zemlju se odbije u svemir bez da ga Zemlja upije. Međutim, ipak je veći udio dugovalnog zračenja kojeg atmosfera upije u vidu stakleničkih plinova, kao što je vodena para, ugljični dioksid i metan, tako da je Zemljina stvarna prosječna temperatura površine oko 288 K (14 °C).

## Vanjske poveznice
- Arhivirana inačica izvorne stranice od 31. ožujka 2010. (Wayback Machine) Termodinamski osnovi energetskih sustava – Tehnički fakultet Rijeka